# アイスコリ
アイスコリ山塊(Aizkorri, 発音 [aisˈkori])またはアイツゴリ山塊(Aitzgorri)は、イベリア半島北部のカンタブリア山脈東部（バスク山脈）に属するウルキーリャ山地にある山塊。スペイン・バスク州ギプスコア県南部に位置する。バスク語で「むき出しの岩」、逐語的には「赤い岩」という意味を持つ。ギプスコア県南部に、北西から南東方向に広がっており、山地は石灰岩の頂上部を持つ。

## 地理

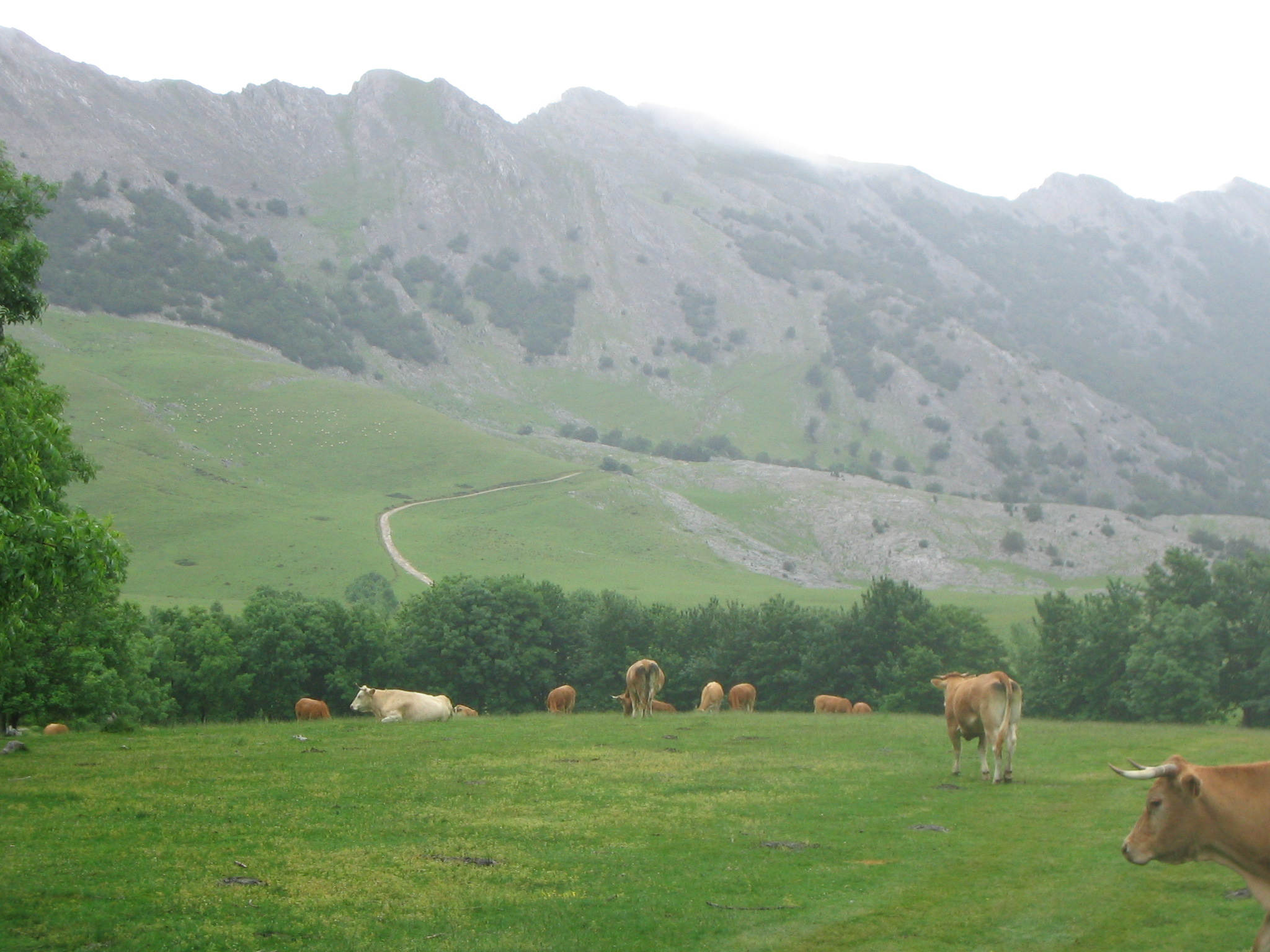
ウルビア牧草地から見たアイスコリ山地と家畜

著名なピークには、アルツァンブル山、アンドレアイツ山、アルベルアイツ山(1,513m)、イラウレ山(1,511m)、アイチュリ山(1,551m)、アケテギ山(1,549m)、アイスコリ山（1,528m・山塊と同名）などがある。最高峰はアイチュリ山であり、この山は「白い山」という意味を持つ。アイチュリ山の標高をわずかに下回るものの、アイスコリ山はアイスコリ山地でもっとも人気のある山のひとつである。アイスコリ山地はバスク山脈でもっとも目立つ地理的構造のひとつである。
山塊はビオスコルニア峠とサン・アドリアン峠によって分断されている。山塊の片側は西側のアロニャ山塊に伸び、もう片側は最高峰のアラッツ山で知られるアルツァニア山塊に伸びている。マドリードとギプスコア県イルンを結ぶレンフェ（スペイン国鉄）の鉄道線はアイスコリ山の北側の急斜面を通っており、オツァウルテ駅とセガマ臨時駅の2駅があるが、セガマ臨時駅はほとんどの期間は営業されない。建設中の高速鉄道路線であるバスクYは、アイスコリ山塊を避けて建設されている。
北東斜面にはギプスコア県セガマがある。セガマは大西洋と地中海の分水界となっており、自治体の大部分の水は北に向かって流れ、オリア川などとして大西洋のビスケー湾に注ぐが、自治体の南端部の水は南に向かって流れ、やがてエブロ川として地中海に注ぐ。

## 文化
毎年春にはセガマ＝アイスコリ・マラソンというクロスカントリー耐久レースが開催されており、アイスコリ山塊をぐるりと周回するコースが設定される。アラバ県にあるアラツ山も、この周回コースに含まれることがある。2015年大会ではスカイランニングを専門とするトレイルランナーの松本大が13位となった。2006年、アイスコリ山とアラツ山全体がアイスコリ＝アラツ自然公園に指定された。
北麓のギプスコア県オニャティにはフランシスコ修道会のアランツァス聖堂がある。アランツァス聖堂はイグナシオ・デ・ロヨラとともにギプスコア県の守護聖人となっているアランツァスの聖母を祀った聖堂であり、ギプスコア県の住民だけでなく、スペイン国内外から観光客が訪れる。

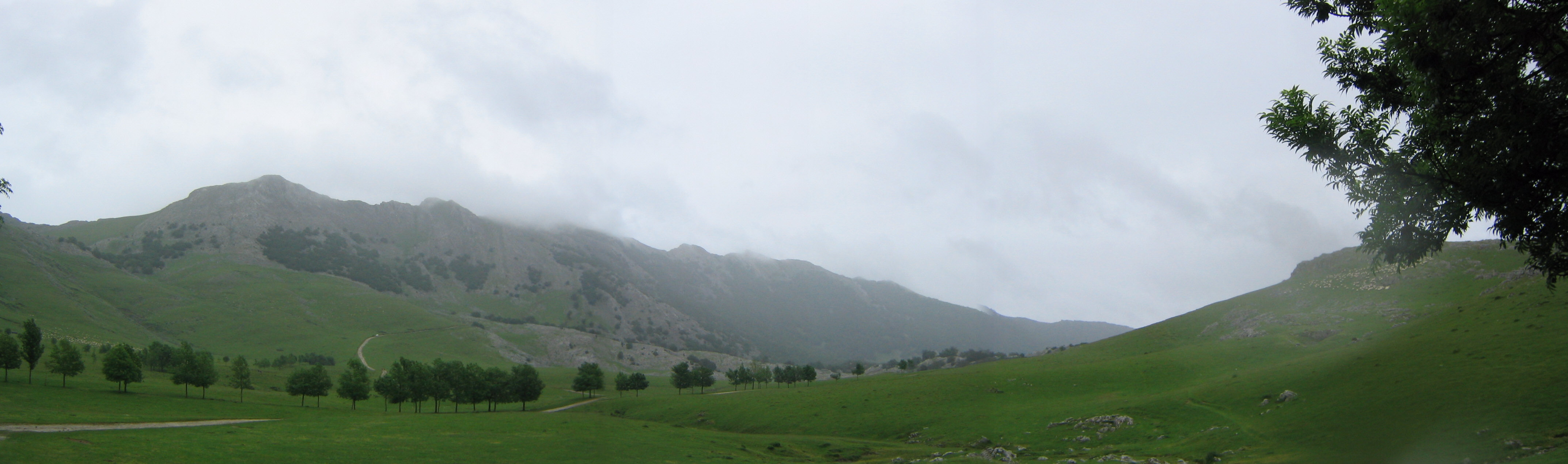
ウルビア牧草地から見たアイスコリ山地のパノラマ